# Porzecze (województwo pomorskie)
Porzecze (niem. Lodehnen) – mała osada w Polsce położona w województwie pomorskim, w powiecie sztumskim, w gminie Stary Dzierzgoń nad rzeką Dzierzgoń. Osada wchodzi w skład sołectwa Lipiec.
W latach 1975–1998 miejscowość administracyjnie należała do województwa elbląskiego.
Wieś wzmiankowana w dokumentach z roku 1329, jako wieś pruska na 15 włókach, pod nazwą Ladeyne. W roku 1782 we wsi odnotowano 9 domów (dymów), natomiast w 1858 w 7 gospodarstwach domowych było 106 mieszkańców. W latach 1937–39 było 126 mieszkańców. W roku 1973 jako osada Porzecze należało do powiatu morąskiego, gmina Stary Dzierzgoń, poczta Myślice.